# Rue de Bellevue
Pour les articles homonymes, voir Bellevue.
La rue de Bellevue est une voie du 19e arrondissement de Paris, en France.
A ne pas confondre avec rue de Belleville, dans le 20e  arrondissement, et c'est aussi une des rues les plus calmes de la ville de Boulogne-Billancourt, en France, allant de l'avenue du Général-Leclerc à la rue de Paris, celle de Boulogne étant plus longue que celle de Paris.

## Situation et accès
La rue de Bellevue est une voie publique située dans le 19e arrondissement de Paris. Elle débute au 72, rue Compans, et se termine au 31, rue des Lilas.

## Origine du nom
Cette voie doit son nom à sa situation sur une hauteur d'où l'on a une vue très étendue sur Paris et sur la plaine Saint-Denis, et appelée pour cette raison butte de Beauregard depuis au moins le XVIIIe siècle.

## Historique
Cette voie, tracée sur le plan cadastral de l'ancienne commune de Belleville dressé en 1812, est classée dans la voirie parisienne par un décret du 23 mai 1863.

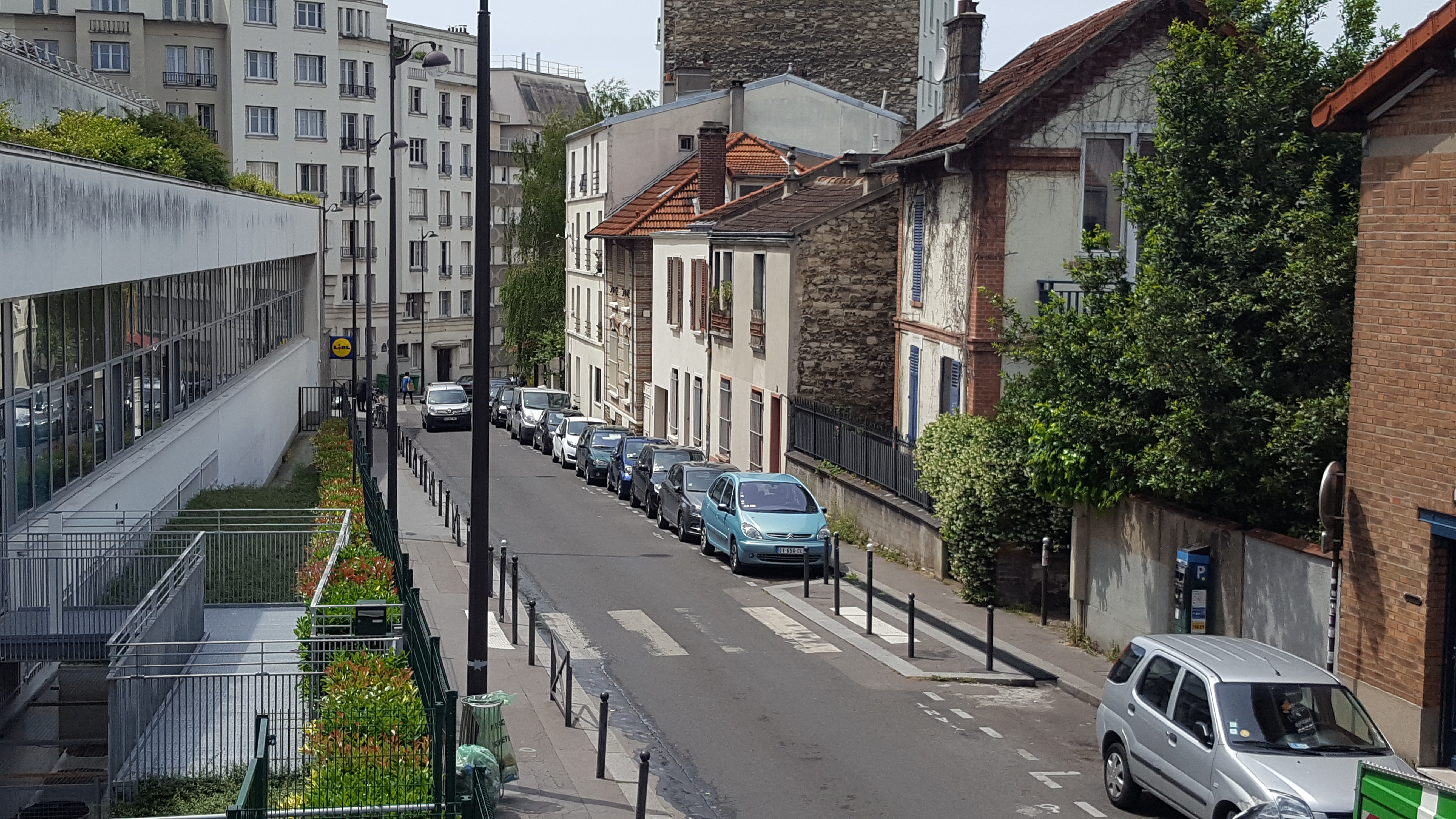
La rue de Bellevue côté ouest.
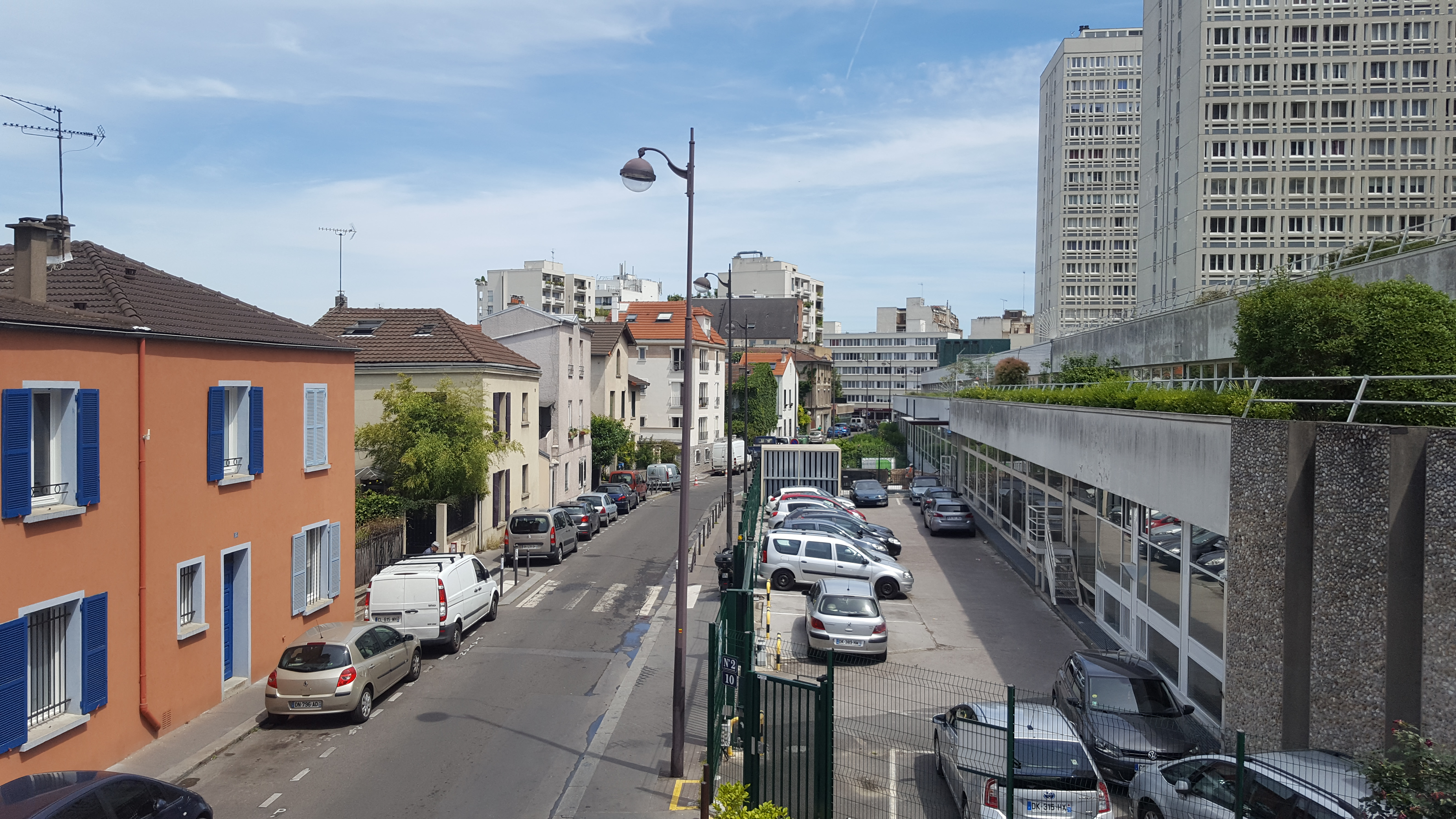
La rue de Bellevue côté est.

## Bâtiments remarquables et lieux de mémoire

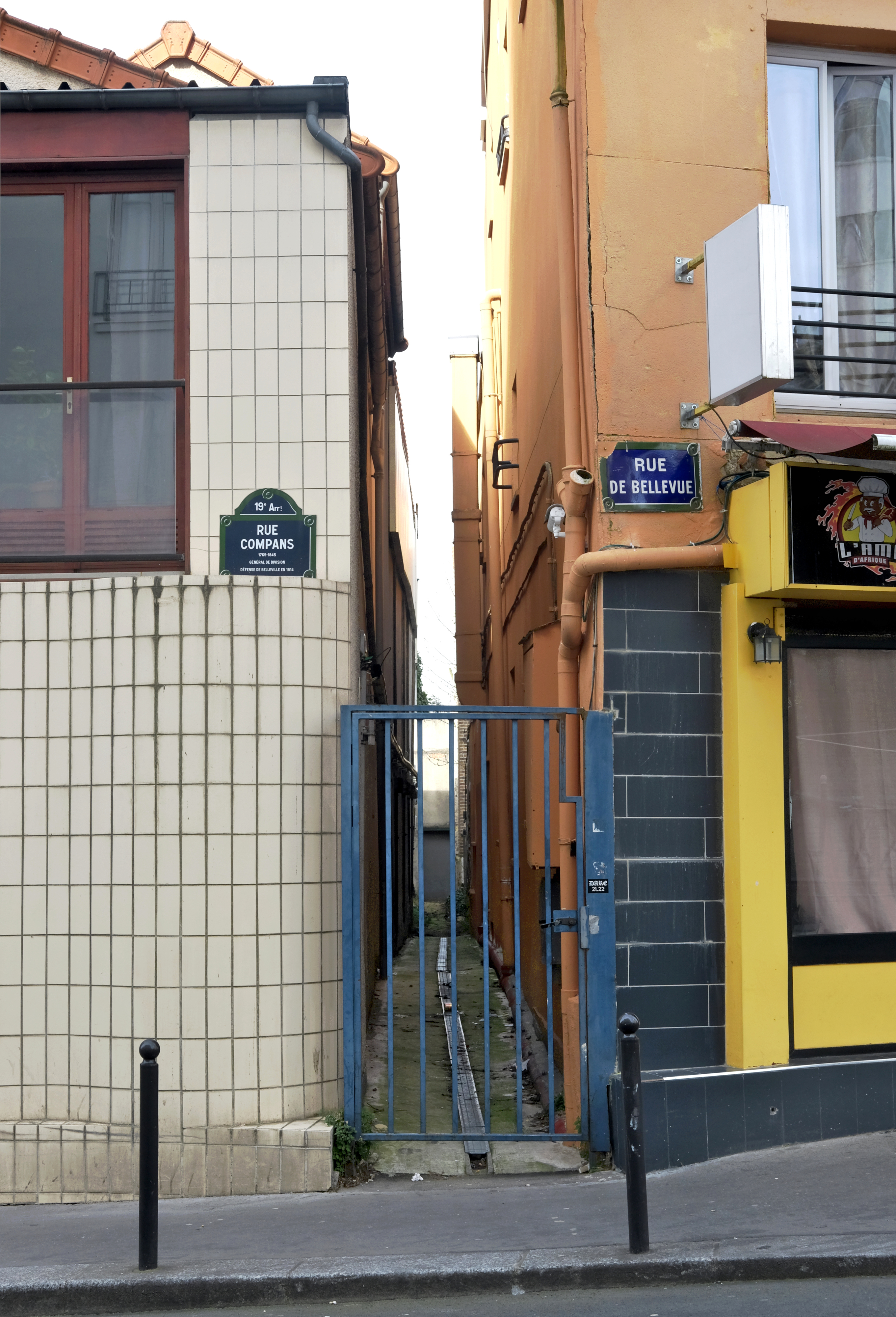
Voie U/19, entre les rues Compans et de Bellevue.
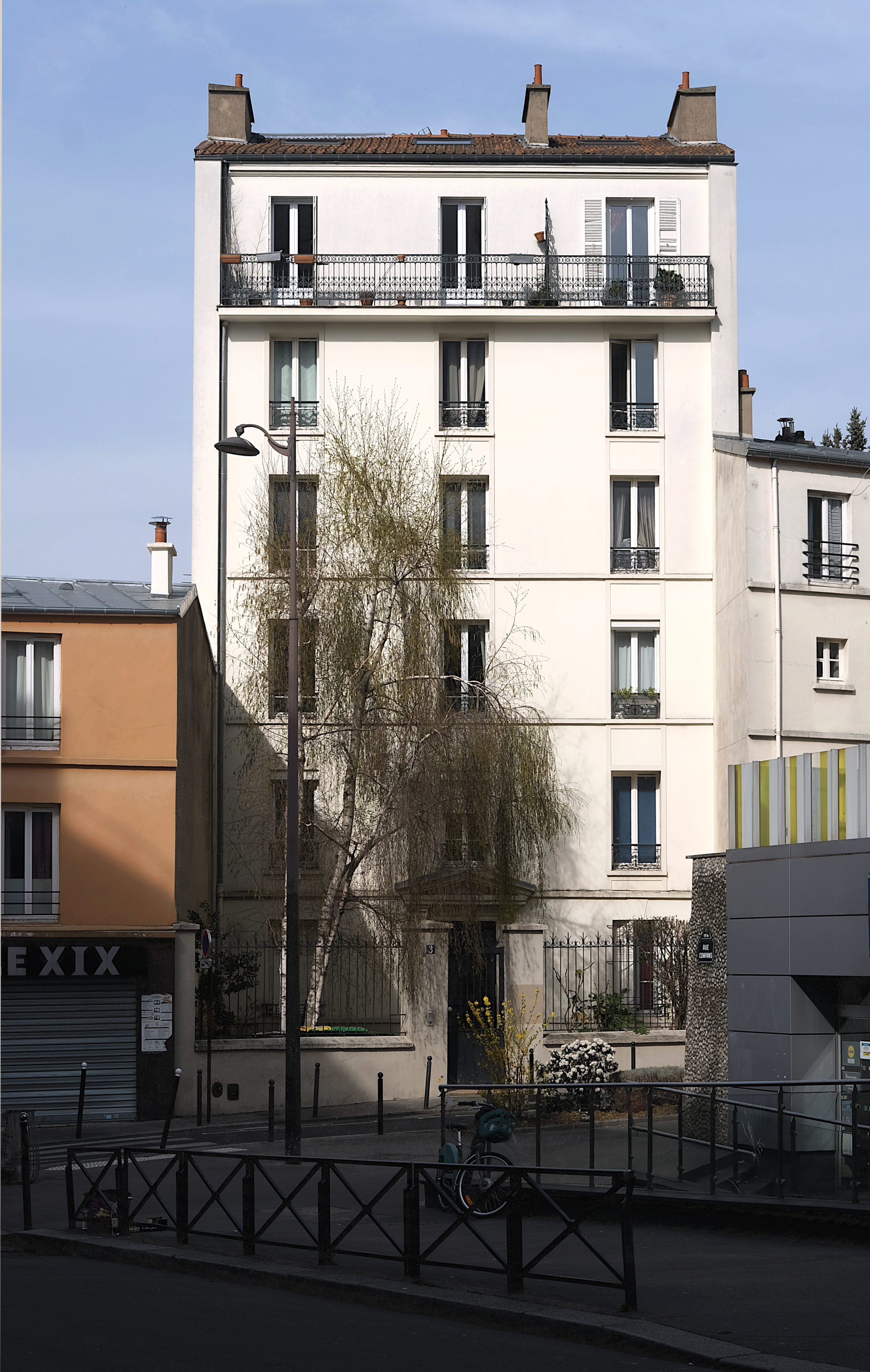
N°3.